# Douglas Durdle
Douglas Clayton Durdle (n. 1 de septiembre de 1972), más conocido como Doug Williams, es un luchador profesional inglés que actualmente está firmando con National Wrestling Alliance. Durdle es conocido por su trabajo en la Total Nonstop Action Wrestling (TNA), donde luchó como Douglas Williams, y en empresas independientes de Estados Unidos e Inglaterra como Frontier Wrestling Alliance (FWA), One Pro Wrestling (1PW), Ring of Honor (ROH) y Pro Wrestling NOAH. Además, ejerció durante un año como entrenador en la empresa Ohio Valley Wrestling (OVW).
Durdle ha ganado varios campeonatos a lo largo de los años. Durante su estancia en ROH, consiguió en una ocasión el Campeonato Puro de ROH y en NOAH ganó el Campeonato en Parejas de la GHC junto a Scorpio. En TNA ha tenido un reinado como Campeón Televisivo de la TNA y dos como Campeón de la División X de la TNA. Además, formó pareja junto a Brutus Magnus, junto al que consiguió el Campeonato Mundial en Parejas de la TNA y el Campeonato en Parejas de la IWGP.

## Carrera

### Circuitos independientes (1996-2018)
Durante los 90, Durdle empezó a entrenar y trabajar para la NWA UK Hammerlock.
Mientras competía en el torneo de la FWA King of England, peleó y ganó a Eddie Guerrero. Williams entonces logró el Campeonato Británico Peso Pesado de la FWA.
En 2004, Williams empezó a luchar en Pro Wrestling NOAH en Japón, donde ganó el Campeonato en Parejas GHC junto a Scorpio.
Williams continuó peleando y ganando varios campeonatos locales, además de derrotar al "American Dragon" Bryan Danielson en la final de un torneo de Rethel, Francia el 6 de mayo de 2005, siendo el primer Campeón Mundial Peso Pesado de la ICW.
Mientras la World Wrestling Entertainment estaba de gira por Inglaterra en noviembre de 2006, Williams peleó frente a Carlito.
Williams además hizo apariciones en 2007 y 2008 en televisión en varias promociones de lucha libre británica, ya que la TNA permitió que Durdle apareciera en eventos independientes mientras estaba con ellos.

### Ring of Honor (2002-2006)
Williams empezó a pelear por el territorio estadounidense, haciendo apariciones en varias empresas independientes, siendo la más notable Ring of Honor, donde ha aparecido varios años. Su debut en la empresa fue el 22 de junio de 2002, derrotando a American Dragon. Con esta victoria, pudo participar en una pelea por el recién creado Campeonato Mundial de ROH el 27 de julio de 2002, en donde luchó bajo reglas ironman contra Christopher Daniels, Low Ki y Spanky.
Su regreso a ROH fue el 22 de marzo de 2003, defendiendo el Campeonato Británico Peso Pesado de la FWA ante Christopher Daniels, antes de retar sin éxito al Campeón de ROH Samoa Joe el 26 de abril de 2003. El 19 de julio de 2003, Reckless Youth derrotó a Williams bajo reglas de lucha libre pura. Tiempo después, regresó a la empresa el 14 de febrero de 2004, derrotando a Chris Sabin en un torneo de lucha libre pura, pero después fue noqueado por CM Punk. El 17 de julio de 2004 venció a Jay Lethal, Nigel McGuinness y John Walters, clasificándose para la final. La final fue contra Alex Shelley ese mismo día, donde Durdle ganó el Campeonato de Wrestling Puro de ROH. Doug tuvo dos defensas exitosas del título ante Shelley el 23 de julio y ante Austin Aries, derrotándolo por sumisión dos días después. Sin embargo, perdió su título ante John Walters el 28 de agosto de 2004.
El 11 de septiembre de 2004, Williams tuvo otra oportunidad por el Campeonato Mundial de ROH, pero fue derrotado por Samoa Joe. El 13 de mayo de 2005, Williams peleó otra vez en ROH haciendo equipo con Colt Cabana para derrotar al equipo de Nigel McGuiness y Chad Collyer, antes de perder frente a Homicide el día siguiente.
Durante una gira de ROH por Reino Unido en agosto de 2006, Williams hizo equipo con Jody Fleisch bajo el nombre de "Team UK", derrotando al "Team Noah" formado por SUWA y Go Shiozaki. El segundo evento de la gira tuvo lugar en Broxbourne, donde Durdle derrotó a Jimmy Rave. Su última aparición en ROH fue en 2007, donde el 13 de abril hizo frente junto a Nigel McGuinness al Campeón de ROH Takeshi Morishima y Chris Hero. McGuinness cubrió a Hero, logrando la victoria para su equipo y la siguiente noche Durdle derrotó a Colt Cabana después de un "Chaos Theory".

### Total Nonstop Action Wrestling (2008-2013)

#### 2008-2009

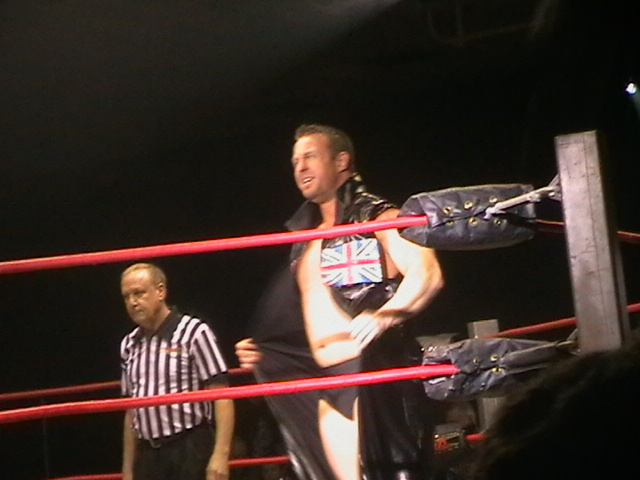
Williams en un evento de la TNA en Dublín en enero de 2009.

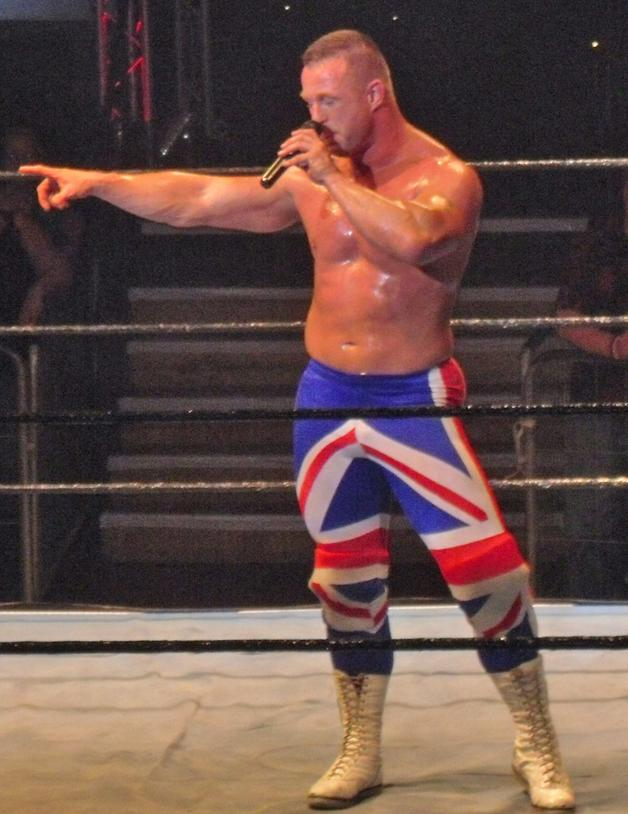
Williams en su atuendo de The British Invasion.

Williams peleó contra James Storm el 26 de marzo de 2003 en una edición de TNA Xplosion. Esto fue antes de que Williams firmara un contrato con la TNA el 12 de junio de 2008, empezando a luchar en la empresa durante la celebración de la TNA World X Cup (2008), peleando como parte del International Team.
Williams fue parte también del tour de la TNA por Reino Unido, peleando en los cuatro eventos. El 12 de junio, en Liverpool, Doug hizo equipo con Gail Kim, pero fueron derrotados por Awesome Kong y "Cowboy" James Storm. El 13, 14 y 15 de junio luchó contra Jay Lethal y A.J. Styles, ganando Styles las tres peleas.
Durante la X Cup, estuvo en el Team International, donde derrotó al miembro del Team Japan Masato Yoshino el 10 de julio en Impact!. En Victory Road peleó en la penúltima pelea de la X Cup, siendo eliminado por Rey Bucanero. Williams volvió a la TNA en Turning Point donde peleó en una lucha de la División X. En la pelea, eliminó a Jimmy Rave, pero fue eliminado por el ganador de la pelea, Eric Young. Williams compitió en el tour de la TNA en 2009 Maximum Impact, luchando contra varios luchadores de la División X. Tras esto, se unió a Rob Terry y Brutus Magnus el 30 de abril de 2009, formando un equipo llamado The British Invasion.
El equipo logró derrotar a Homicide en un torneo para nombrar a los retadores por el Campeonato Mundial en Parejas de la TNA de Team 3D, haciéndose con los maletines de Homicide y Hernández, a quien habían noqueado antes de la lucha, los cuales contenían oportunidades por el Campeonato de la División X de la TNA y el Campeonato Mundial Peso Pesado de la TNA. Dos semanas después, derrotaron a Amazing Red y Suicide, pero en Sacrifce perdieron en la final frente a Beer Money, Inc. Sin embargo, el 21 de julio derrotaron en TNA iMPACT! a Team 3D, ganando el Campeonato en Parejas de la IWGP, reteniéndolo en Hard Justice ante Beer Money, Inc. En No Surrender se enfrentaron contra Team 3D y Beer Money junto a The Main Event Mafia (Booker T y Scott Steiner) en un Lethal Lockdown match, donde perdió después de que le cubrieran.
En Bound for Glory se enfrentaron en un Full Metal Mayhem a Team 3D, Beer Money y The Mian Event Mafia. A pesar de que perdieron en Campeonato en Parejas de la IWGP a favor de Team 3D, consiguieron el Campeoanto Mundial en Parejas de la TNA. Tras esto empezaron un feudo con The Motor City Machine Guns (Alex Shelley & Chris Sabin), reteniendo el campeonato en Turning Point ante Beer Money y The Motor City Machine Guns y en Final Resolution ante The Motor City Machine Guns.

#### 2010

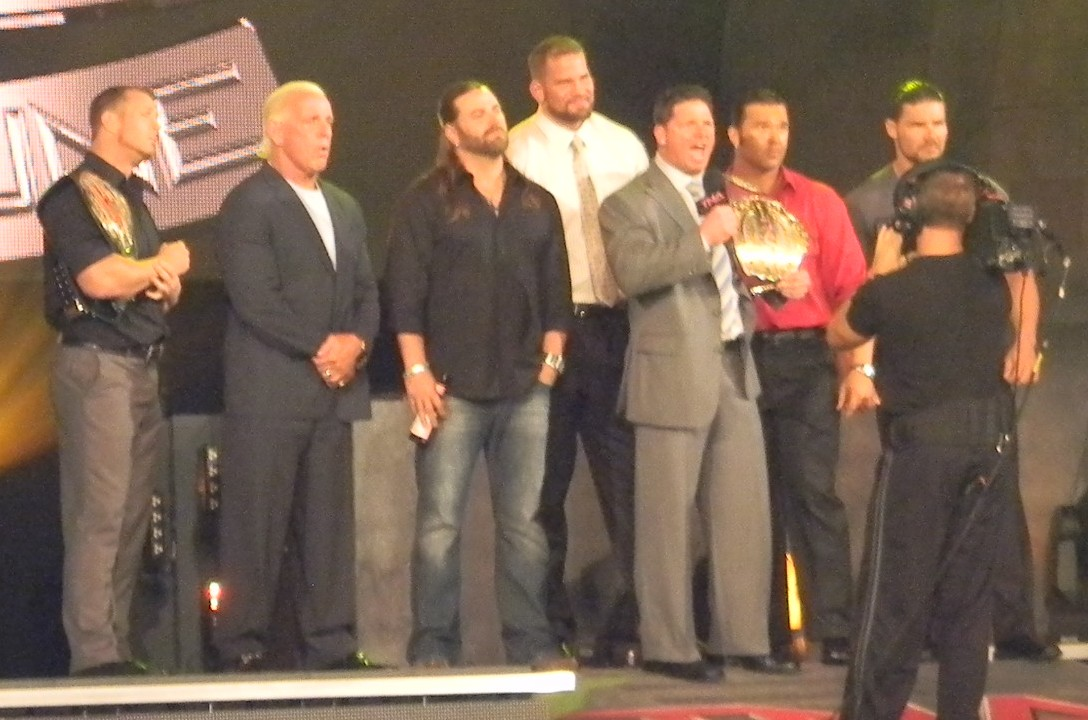
Williams como miembro de Fortune, con el Campeonato de la División X.

Sin embargo, Magnus y Williams perdieron el campeonato ante Matt Morgan & Hernández en Genesis. Sin embargo, el 19 de enero de 2010 usó el maletín de Rob Terry que contenía una oportunidad por el Campeonato de la División X de la TNA de Amazing Red, derrotándole y ganando el campeonato.
Tras esto, lo retuvo con éxito ante Daniels y Kazarian en iMPACT, empezando un feudo con Shannon Moore que les llevó a una lucha en Destination X, reteniendo Williams el campeonato. Durante este tiempo, empezó a usar el nombre de Douglas Williams. Se programó que defendiera el título ante Kazarian y Moore en Lockdown, pero no pudo asistir al evento debido a que su avión no pudo despegar por la ceniza del volcán de Islandia, por lo que fue despojado del título. Pero Douglas se negó a entregar el cinturón a Kazarian, alegando ser el auténtico campeón al no haber perdido un combate por el título, lo que llevó a una pelea entre él y Kazarian en Sacrifice, ganando Williams el título por segunda vez. Tras esto, empezó a despotricar contra los luchadores de la División X, catalogándolos de monos saltarines, proclamando mejor su estilo técnico. Esto causó el enfado de The Brian Kendrick, a quien derrotó en Slammiversary VIII, reteniendo el título. Tras esto, Kendrick le retó a una lucha en Victory Road en un Submission & Ultimate X match, donde se unían el estilo de ambos, técnico y volador. A pesar de todo, William retuvo el título en el evento. Ambos terminaron su feudo al siguiente iMPACT!, donde Kendrick derrotó a Williams en un I Quit match no titular.
Tras esto, Williams se unió a Fortune (A.J. Styles, Matt Morgan, James Storm, Robert Roode & Kazarian) al atacar a EV 2.0 el 12 de agosto, empezando un feudo ambos stables, especialmente con Sabu después de que le aplicara un "Arabian Facebuster" contra una mesa. Sin embargo, le derrotó en No Surrender en una lucha por el Campeonato de la División X. Durante su feudo, perdió el campeonato ante Jay Lethal el 6 de septiembre de 2010 en Impact!. Tuvo su revancha en Bound for Glory, pero perdió. Tras esto, se pactó otra lucha en Turning Point entre EV 2.0 y Fortune, en donde el equipo ganador elegiría un miembro del perdedor para ser despedido. En el evento, Fortune (A.J. Styles, Kazarian, Robert Roode, James Storm & Douglas Williams) derrotó a EV 2.0 (Sabu, Stevie Richards, The Brian Kendrick, Raven & Rhino), eligiendo a Sabu para que fuera despedido.
Sin embargo, empezó a mostrar signos face tras Bound for Glory, discutiendo en varias ocasiones con Kazarias sobre quien de los dos era el representante de la X Division del grupo. Esto se solucionó en una pelea entre ambos el 26 de octubre de 2010 en Impact!, donde Kazarian ganó debido a un despiste de Williams, ya que golpeó sin querer a James Storm. Luego, el 8 de noviembre, Williams, Roode & Storm se enfrentaron a Matt Morgan en un combate en el que Storm y Roode abandonaron a Williams durante el combate, siendo derrotado. A causa de esto, el 18 de noviembre en Impact!, Fortune interfirió en la lucha entre Morgan y Ric Flair, atacando a Morgan. Sin embargo, Williams cambió a face, atacando a los miembros de Fortune. A causa de esto, se enfrentó a Styles en Final Resolution con el Campeonato Televisivo de la TNA de Styles en juego, el cual ganó Williams después de cubrir a Styles con un "Styles Clash". Luego, lo retuvo de nuevo ante Styles en un Iron Man Match, quedando en empate.

#### 2011-2013
En el evento Genesis, se pactó que Williams se enfrentaría a A.J. Styles por el Campeonato Televisivo de la TNA. Pero Styles sufrió una lesión de rodilla, por lo que en la lucha fue sustituido por Abyss, quien le derrotó, ganando el campeonato. Intentó obtener una oportunidad por el Campeonato de la División X, pero fue derrotado por Max Buck en una lucha donde también participó Jay Lethal. El 31 de marzo, Williams cambió a heel y reformó the British Invasion junto a Magnus al atacar a Eric Young & Orlando Jordan. En su primera lucha juntos, fueron derrotados por Ink Inc. (Jesse Neal & Shannon Moore) el 12 de abril en Xplosion. En Lockdown, participaron en una Steel Cage match contra Ink Inc. Young & Jordan y Scott Steiner & Crimson para obtener una oportunidad por el Campeonato Mundial en Parejas de TNA, pero fueron derrotados por Ink Inc.
A pesar de no ganar ninguna lucha desde que se reformaron, el 2 de junio Eric Bischoff anunció en Impact Wrestling que the British Invasion lucharían por el Campeonato Mundial en Parejas en Slammiversary IX. En el evento, fueron derrotados por James Storm & Alex Shelley, quien sustituía al compañero de Storm, Bobby Roode. El 30 de junio, ambos cambiaron a face cuando se enfrentaron al stable heel Mexican America, retándoles a una lucha para obtener una oportunidad al título. Tras esto, fueron atacados por Mexican America hasta que Rob Terry les salvó, uniéndose al equipo. En Destination X, lanzó un reto abierto a cualquier luchador, siendo respondido por Mark Haskins, a quien derrotó con un "Roll-Up".
El 14 de julio en Impact Wrestling, Mexican America (Anarquía & Hernández) derrotaron a Williams & Magnus en una lucha para definir al retador por el Campeonato Mundial en Parejas después de una interferencia de Rosita. En diciembre de 2011, Magnus pasó a formar equipo con Samoa Joe, significando la disolución de the British Invasion. El 29 de diciembre en Impact Wrestling, Williams fue lesionado (Kayfabe) por Gunner cuando le aplicó un "DDT" contra el suelo de cemento.
Hizo su regreso el 9 de febrero en un episodio de Impact Wrestling grabado en Londres, perdiendo ante Alex Shelley en un combate que también incluía al Campeón de la División X Austin Aries. En Destination X participó en un torneo por la vacante del Campeonato de la X Division pero fue derrotado por Kenny King. En verano de 2012, empezó a trabajar como entrenador en el territorio de desarrollo de la TNA, la Ohio Valley Wrestling (OVW). El 19 de septiembre debutó en la OVW, derrotando a Randy Royal. El 4 de octubre, tuvo un combate por el Campeonato de la División X de Zema Ion, sin éxito. El 6 de octubre, en Saturday Night Special October 2012, estaba previsto luchar junto con Johnny Spade frente a Shiloh Jonze y Raul LaMotta, pero Williams atacó a Spade antes del combate, cambiando oficialmente a heel. El 1 de diciembre se enfrentaron ambos luchadores en una lucha de caballeros, ganando Williams por DQ tras una superkick de Spade. El 30 de enero de 2013, derrotó a Rob Terry, ganando el Campeonato Peso Pesado de la OVW. En su primera defensa al título, derrotó a Johnny Spade y James "Moose" Thomas. Sin embargo, lo perdió el 1 de marzo ante Jamin Olivencia, pero el miércoles siguiente, el 6 de marzo, en OVW TV, el título le fue devuelto por no haber sido descalificado durante el combate. En Saturday Night Special de abril, fingió una lesión y el combate se suspendió. Finalmente, el 10 de abril, fue derrotado por Olivencia, perdiendo el título. El 5 de junio, Durdle confirmó que había sido liberado de su contrato con la TNA, dejando también su puesto como entrenador en la OVW.

## En lucha

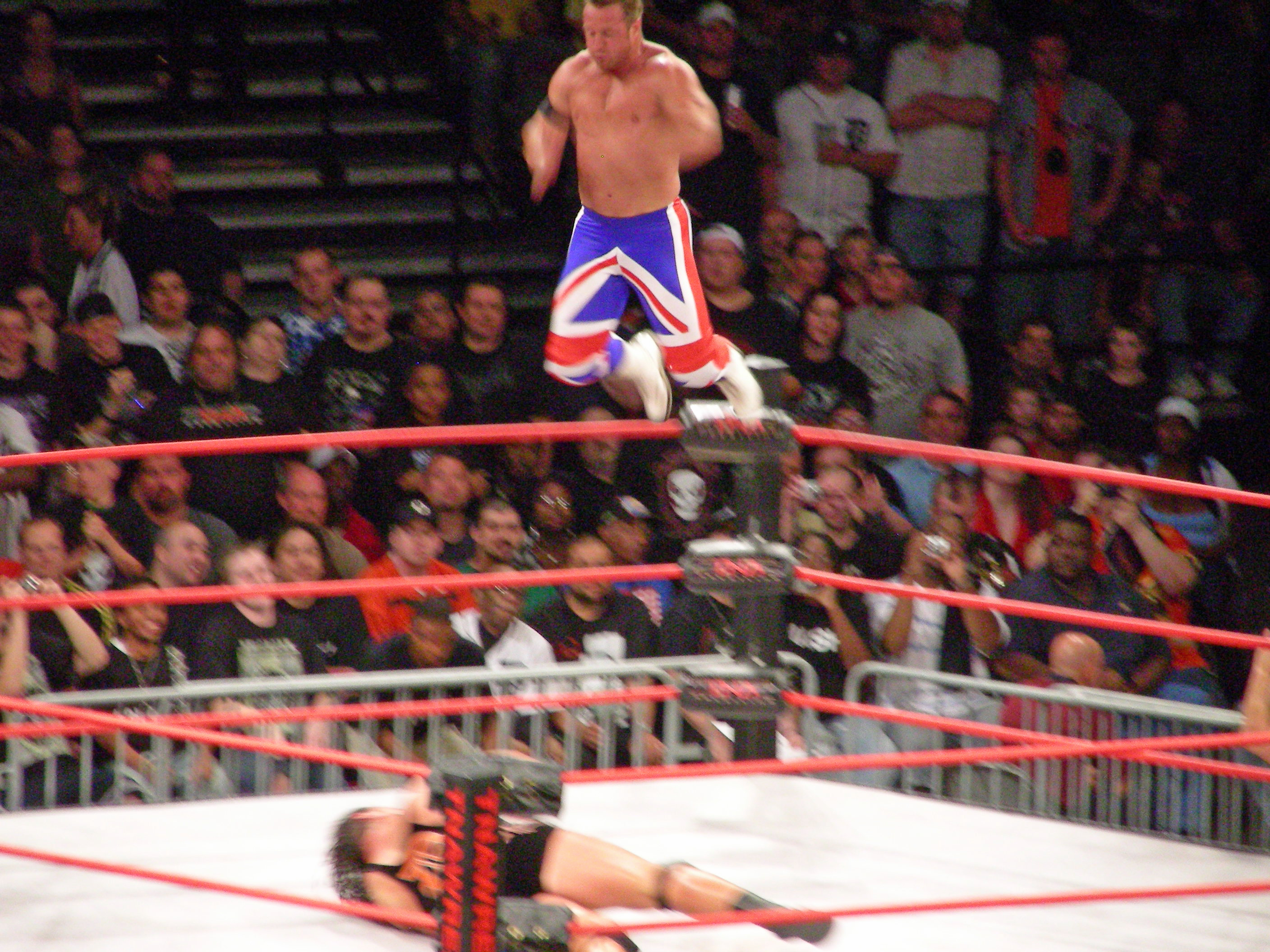
Williams aplicando su "Bombs Away" a Rhino.

- Movimientos finales
  - Bombs Away/Bomb Scare[1] (Diving knee drop)
  - Chaos Theory[1] (Rolling bridging German suplex después de estrellar al oponente contra el turnbuckle)
  - Guillotine choke: 2010-presente
- Movimientos de firma
  - Anarchy Knee (Running high knee)[1]
  - Anarchy Assault[1] (múltiples tirones de las piernas seguido de una doble patada a la cara)
  - Bow and arrow stretch
  - Bridging/Release double underhook suplex, a veces desde la tercera cuerda
  - Bridging grounded hammerlock
  - Release northern lights suplex[1]
  - British Leglock (Reverse figure four leglock)
  - European uppercut,[1] a veces desde la tercera cuerda
  - Inverted Gory special
  - Revolution DDT[1] (Tornado DDT)
  - Running high knee strike
  - Scoop powerslam

- Apodos
  - The Anarchist[1]
  - "The Human Torture Device"
  - "The Finest Thing in Life"

## Campeonatos y logros

### Artes marciales
- Judo

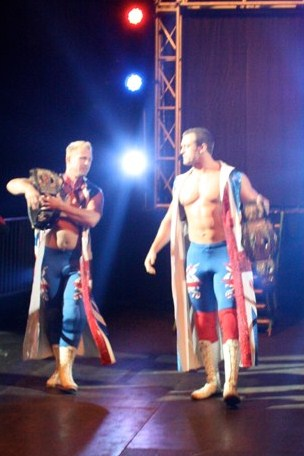
Williams junto a Brutus Magnus como Campeón Mundial en Parejas de la TNA.

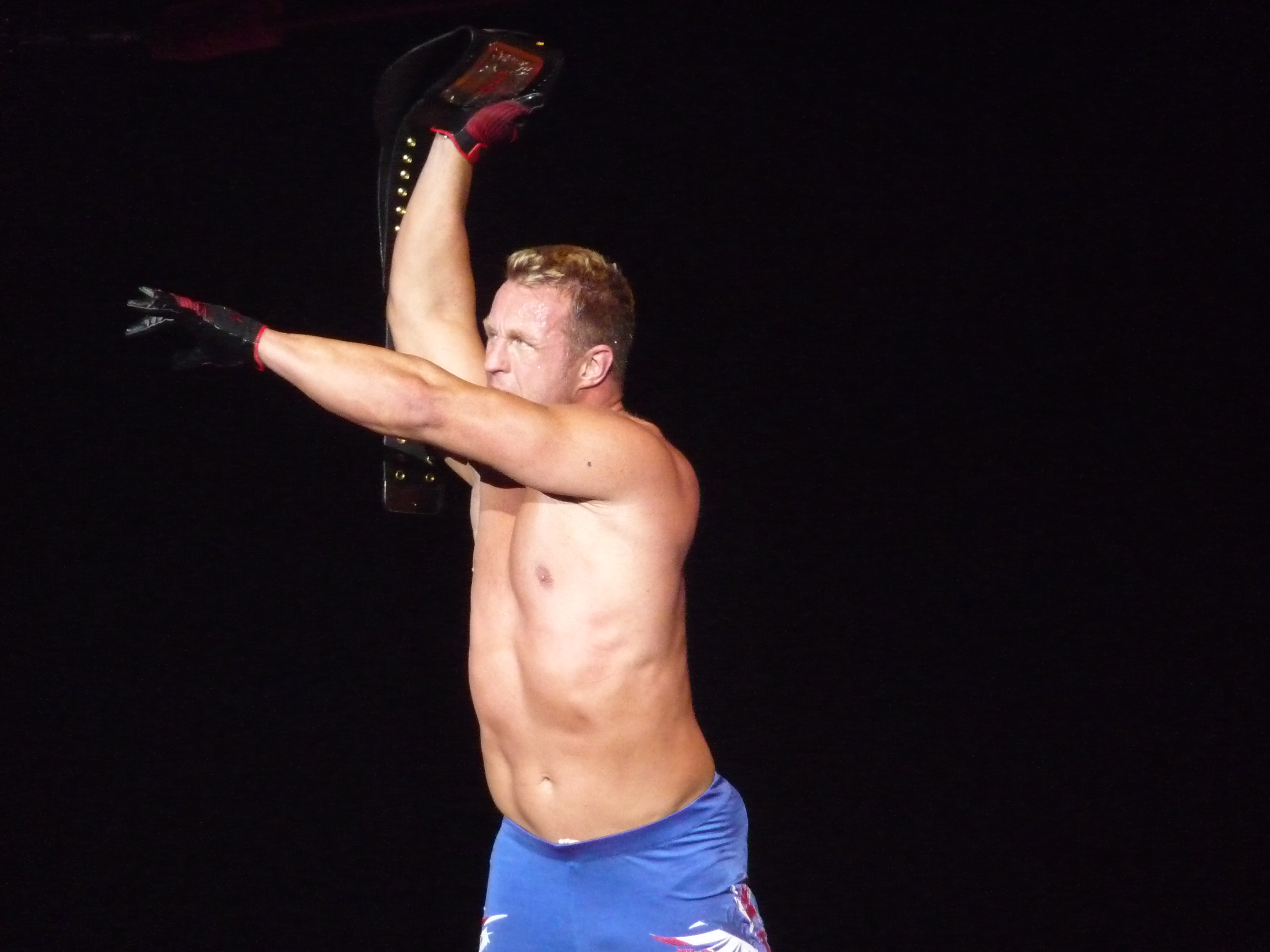
Williams durante su primer reinado como Campeón de la División X de la TNA.

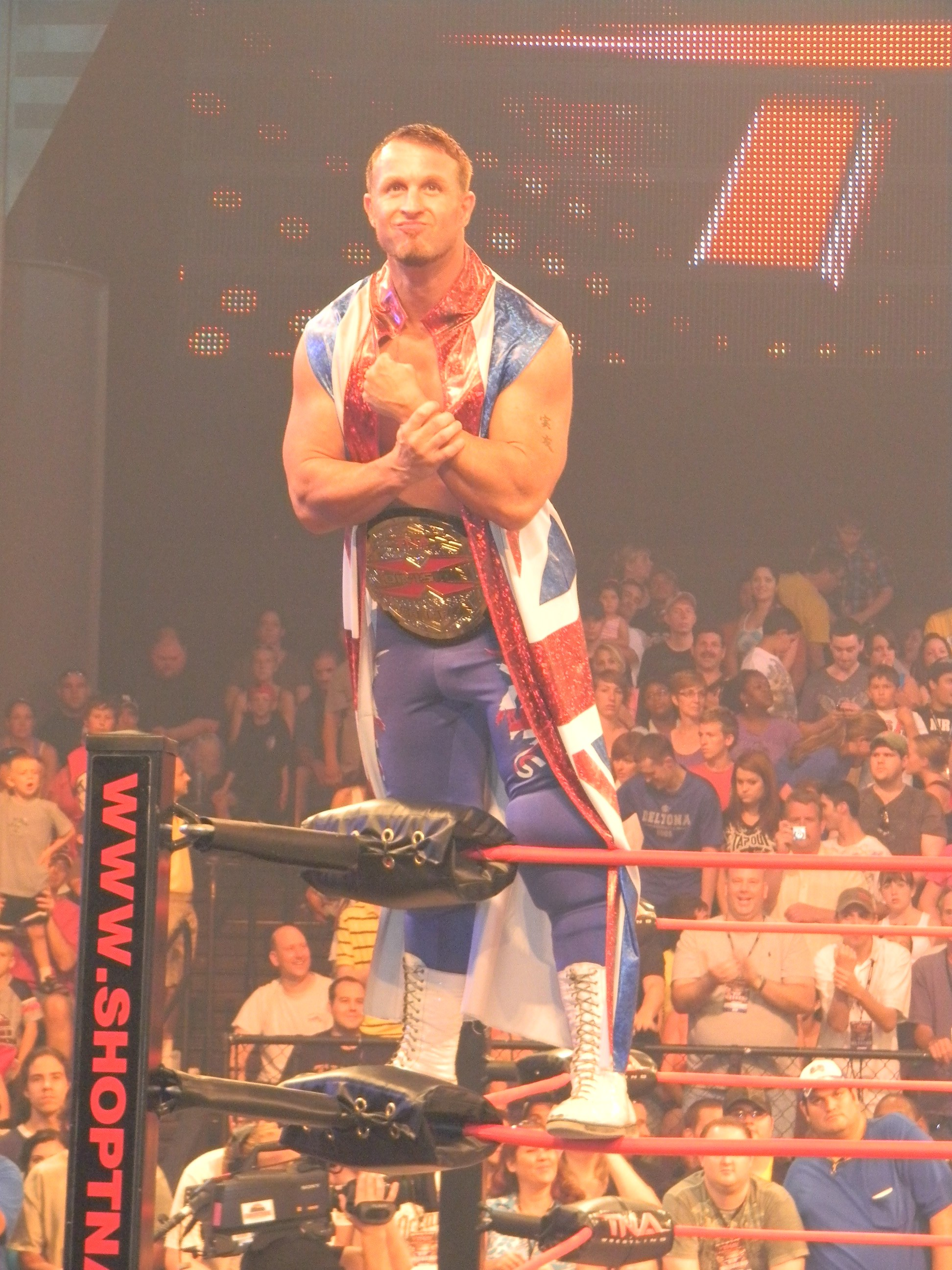
Williams durante su segundo reinado como Campeón de la División X de la TNA.

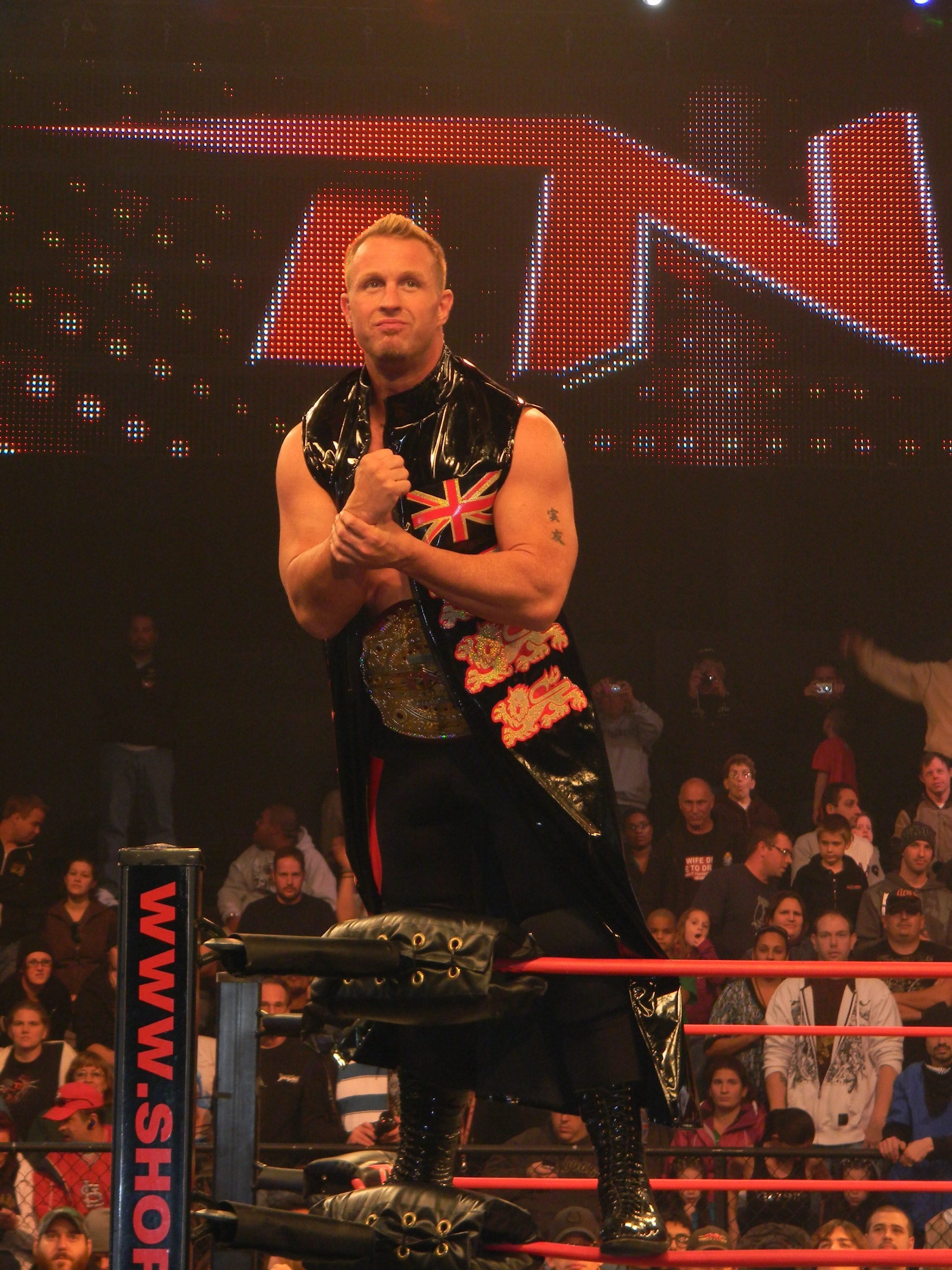
Williams como Campeón Televisivo de la TNA.

  - Campeón Británico de Judo en la categoría de 72 kg de peso (1992)[44]

### Lucha libre profesional
- 3 Count Wrestling
  - 3CW Heavyweight Championship (1 vez)[45]

- All-Star Wrestling
  - ASW British Heavyweight Championship (1 vez)[46]
  - ASW Middle Heavyweight Championship (1 vez)[47]
  - ASW People's Championship (1 vez)[47]

- Athletik Club Wrestling
  - ACW World Wrestling Championship (1 vez)[48][49]

- European Wrestling Association
  - EWA Intercontinental Championship (1 vez)[50]

- European Wrestling Promotion
  - EWP Submission Shoot Championship (1 vez)[51]
  - EWP Intercontinental Championship (1 vez)

- Frontier Wrestling Alliance
  - FWA British Heavyweight Championship (2 veces)[52]

- German Wrestling Promotion
  - GWP WrestlingCorner.de Championship (1 vez, actual)[53]

- International Catch Wrestling Alliance
  - ICWA World Heavyweight Championship (1 vez)[54]

- New Japan Pro-Wrestling
  - IWGP Tag Team Championship (1 vez), con Brutus Magnus
- NWA UK Hammerlock
  - NWA Hammerlock Survivor Series Tournament (1996, 1997)
  - NWA Hammerlock King of the Ring (1998).
- National Wrestling Alliance
  - NWA World Tag Team Championship (1 vez) con Harry Smith.

- Ohio Valley Wrestling
  - OVW Heavyweight Championship (1 vez)

- Premier Wrestling Federation
  - PWF Heavyweight Championship (1 vez)[44]
  - PWF Mid-Heavyweight Championship (1 vez)[44]
  - Worthing Trophy (2002-2004, 2006)[55][56]

- Preston City Wrestling
  - PCW Championship (1 vez, actual)[46]

- Pro Wrestling NOAH
  - GHC Tag Team Championship (1 vez), con Scorpio
- Progress Wrestling
  - Progress Atlas Championship (1 vez)

- Ring of Honor
  - ROH Pure Championship (1 vez)

- The Wrestling Alliance
  - Universal British Heavyweight Championship (1 vez)
  - TWA British Heavyweight Championship (2 veces)[57]
  - TWA European Heavyweight Championship (1 vez)
  - TWA British Tag Team Championship (1 vez), con Robbie Brookside

- Total Nonstop Action Wrestling
  - TNA World Tag Team Championship (1 vez), con Brutus Magnus
  - TNA X Division Championship (2 veces)
  - TNA Television Championship (1 vez)
- Triple X Wrestling
  - TXW Crush Championship (1 vez)

- Ultimate Wrestling Alliance
  - UWA Championship (1 vez)

- Westside Xtreme Wrestling
  - wXw Tag Team Championship (1 vez), con Martin Stone
- Pro Wrestling Illustrated
  - Situado en el N.º 180 en los PWI 500 de 1998[58]
  - Situado en el N.º 92 en los PWI 500 de 2002[59]
  - Situado en el N.º 171 en los PWI 500 del 2004[60]
  - Situado en el N.º 138 en los PWI 500 del 2005[61]
  - Situado en el N.º 69 en los PWI 500 del 2006[62]
  - Situado en el N.º 84 en los PWI 500 del 2007[63]
  - Situado en el N.º 347 en los PWI 500 del 2008[64]
  - Situado en el N.º 134 en los PWI 500 de 2009[65]
  - Situado en el N.º 45 en los PWI 500 de 2010[66]
  - Situado en el N.º 62 en los PWI 500 de 2011[67]